# WALL-E
WALL-E (promovat cu un interpunct ca WALL•E) este un film de ficțiune american pe calculator science fiction din 2008 produs de Pixar Animation Studios și regizat de Andrew Stanton. Scenariul prezintă povestea unui robot pe nume WALLY, care este proiectat pentru a curăța deșeurile care acoperă Pământul în viitorul îndepărtat. El se îndrăgostește de un alt robot, EVE, care este programat să găsească surse de viață pe pământ. Ambii roboți au emoții similare oamenilor care se dezvolta odată cu evoluția filmului. Premiera românească a avut loc pe 5 septembrie 2008, fiind distribuit în varianta 3D dublată și subtitrată, și în cea 2D subtitrată, de Prooptiki România, ulterior fiind disponibil din 20 decembrie 2008 pe DVD și Blu-Ray, distribuit de Prooptiki și Provideo România.
Varianta autohtonă în limba română îl aduce în atenție pe: Dumitru Prunariu care va dubla vocea robotului Burn-e. 

## Rezumat
Wall-e (nume provenit de la Waste Allocation Load Lifter Earth Class) au fost lăsați în urmă pentru a comprima gunoi în cuburi mici, pe care le-au folosit pentru a construi blocuri gigantice.
Toate acestea făceau parte din operațiunea de recolonizare, care presupunea întoarcerea oamenilor pe Pământ după ce planeta ar fi fost complet curată. Planul a eșuat, iar Pământul a fost prea toxic pentru a fi iar locuit.
Ultimul Wall-e activ pe Pământ a continuat aceeași rutină zilnică timp de 700 de ani. El se trezea în fiecare dimineață, se încărca la soare și pleca să-și îndeplinească sarcina. Singurul său prieten era un gândac care îl urma peste tot. El colecționează diferite lucruri rămase de la oameni, inclusiv o casetă cu un cântec „Hello Dolly” ceea ce-i dezvoltă pasiunea pentru film și muzică.
Într-o zi, el descoperă ceva ce nu mai văzuse până atunci și anume un răsad de plantă. Lovit de frumusețea și aspectul ei delicat, o pune cu atenție într-un pantof vechi și o ia acasă. După un timp observă un punct roșu care se mișcă și decide să-l urmărească. Se pare că punctul era un laser de urmărire a unei nave care urma să aterizeze. Din navă se arată o capsulă albă în curs de dezvoltare. Capsula se deschide și se mișcă dezvoltând un model de artă feminină, care începe imediat să scaneze zona. EVE, căci așa se prezintă capsula, arată, după scanarea celor doi, semne de prietenie.
Ea este fascinată de obiectele adunate de Wally, el învățând-o să danseze și exprimându-și dragostea. Din păcate, ea nu înțelege prea multe fiind ocupată cu misiunea ei. Wally decide să-i arate planta și scanând-o sistemul ei inițiază automat un mod de închidere, care sigilează planta în interiorul ei.
Wally încearcă să o deschidă fără succes și are grijă de ea, apărând-o de toate pericolele elementare ale Pământului pustiu.
În cele din urmă, ajunge pe planetă (Wall-e o urmărește) unde, se pare că oamenii locuiau, timp de 700 de ani în spațiu. Toți se deplasau cu anumite aparate, fiind asistați de roboți în toate activitățile, de aici și corpul lor supraponderal.
Eva începe să se îndrăgostească și ea de Wally, mai ales când acesta este rănit. Căpitanul navei vede două filmulețe ascunse de Auto-pilot și astfel descoperă toate frumusețile vremii de altă dată. Deși Auto-pilot îl ține captiv pentru a nu reîncepe planul de naștere al Pământului, Wally și Eva reușesc să ducă la bun sfârșit misiunea.
După mai multe peripeții prin care trec roboțeii, oamenii se întorc pe Pământ cu scopul de a crea o viață nouă.